# Borsa de València
La Borsa de València és una borsa de valors fundada l'any 1981 destinada a la negociació en exclusiva de les accions i valors convertibles o que atorguen dret d'adquisició o subscripció.
En la pràctica, els emissors de renda variable acudeixen també a la Borsa de València com a mercat on formalitzar les seues ofertes de venda d'accions o ampliacions de capital. Així mateix, també es contracta en borsa la renda fixa, tant deute públic com privat.
La Borsa de València té la seua seu al Palau dels Boïl d'Arenós, al carrer Llibrers núm. 2 de la ciutat de València.
De 1992 a 1995 va dirigir la Borsa Joaquín Maldonado Chiarri, fill de Joaquim Maldonado i Almenar, impulsor de la creació de la Borsa de València.